# Olof Nordenfeldt den yngre
Olof Nordenfeldt (d.y.), född 13 augusti 1826 i Visnums församling, Värmlands län, död där 12 december 1893, var en svensk kammarherre, brukspatron och politiker.
Olof Nordenfeldt var son till Olof Nordenfeldt den äldre och Sofia Wærn (1804–1878), syster till Jonas Wærn. Fadern var diplomat och ärvde Björneborgs bruk av sin far, där Olof Nordenfeldt d.ä. blev brukspatron. 1860 blev han kammarherre vid hovet. Som riksdagsman var han ledamot av första kammaren 1867–1870 och 1872–1877, invald i Värmlands läns valkrets.